# (100294) 1995 DM9
(100294) 1995 DM9 es un asteroide  perteneciente al cinturón de asteroides, descubierto el 24 de febrero de 1995 por el equipo del Spacewatch desde el Observatorio Nacional de Kitt Peak, Arizona, Estados Unidos.

## Designación y nombre
Designado provisionalmente como 1995 DM9.

## Características orbitales
1995 DM9 está situado a una distancia media del Sol de 3,095 ua, pudiendo alejarse hasta 3,696 ua y acercarse hasta 2,495 ua. Su excentricidad es 0,194 y la inclinación orbital 1,868 grados. Emplea 1989 días en completar una órbita alrededor del Sol.

## Características físicas
La magnitud absoluta de 1995 DM9 es 15,1.